# Tepe Giyan
Tepe Giyan (nota anche come Giān Tappa e Žiān Tappa) è un sito archeologico localizzato nella provincia iraniana di Hamadan, nella parte occidentale della Repubblica. Si trova a circa 10 Km a sud-est della città di Nahavand, a sud-ovest del moderno villaggio di Giān, nella valle del Ḵāva.

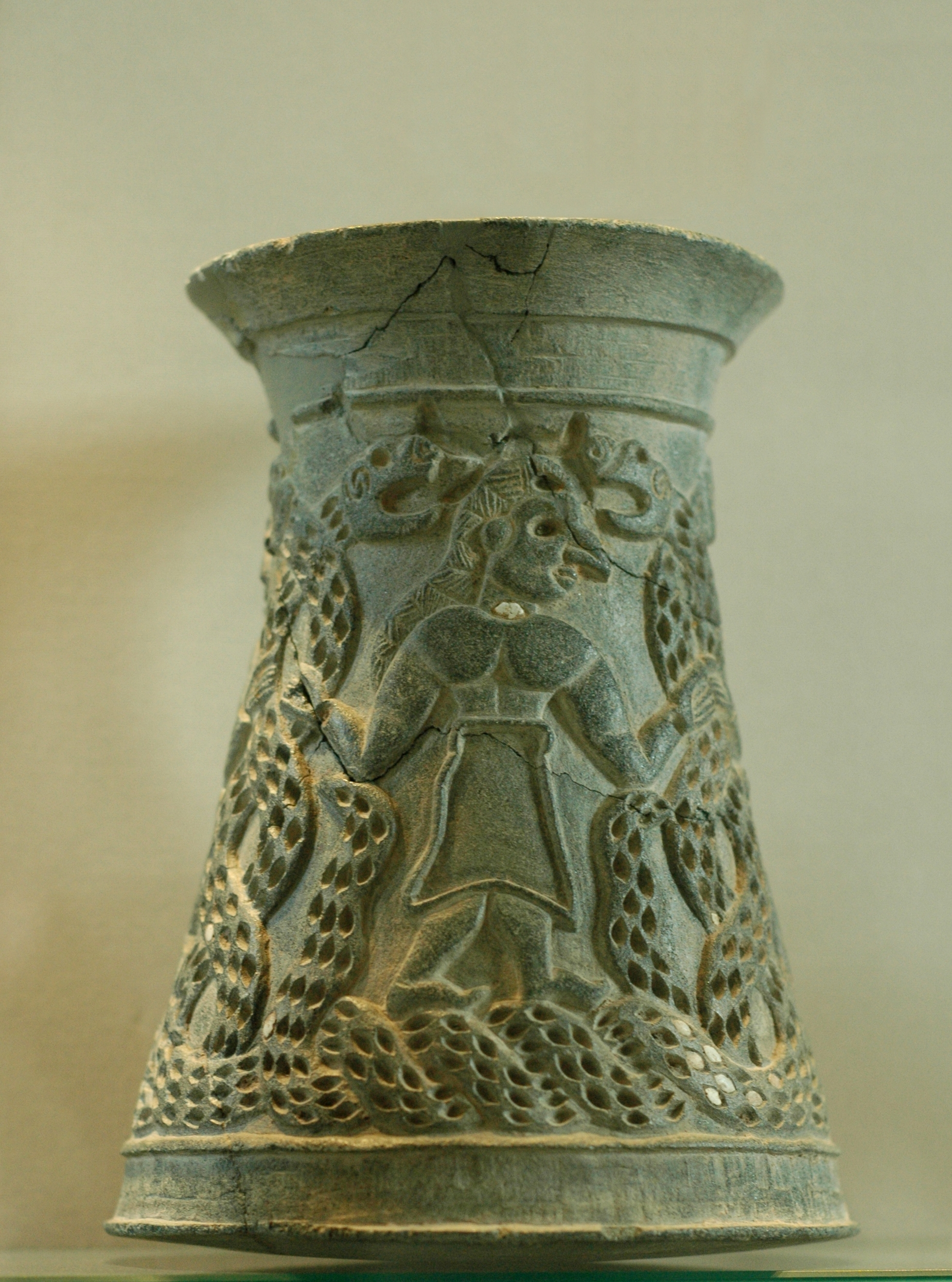
Vaso con la rappresentazione del Signore degli Animali, che sta domando coppie di serpenti intrecciati, Parigi, Museo del Louvre.

Gli scavi iniziarono nel 1931 e si protrassero per due anni, sotto il patronato del Musées Nationaux e École du Louvre e la direzione di George Contenau e Roman Ghirshman.
Il sito, che si eleva per 19 m rispetto al territorio circostante e che ha una lunghezza di 350 m, rivela cinque strati culturali differenti: i primi tre sono relativi a stanziamenti abitativi, mentre gli ultimi due sono occupati da tombe. I cinque livelli partono dalla metà del V millennio a.C. fino al I millennio a.C. con alcune lacune fra di essi.
Nei due livelli più antichi (il V ed il IV) fu trovato vasellame dipinto con decorazione monocromatica in nero, sia geometrica che figurativa.